# Kozolec
Kozólec  je po navadi lesena, s strani odprta stavba za sušenje žita in trave, značilna za slovensko podeželje in arhitekturo. Kozolce delimo na enojne in dvojne kozolce (toplar). Približno 80 % vseh kozolcev najdemo v Sloveniji. Najdemo pa jih tudi na severovzhodu Italije in jugu Avstrije, saj tam živi slovenska manjšina.
Najbolj znani so kozolci v Studorju, blizu Bohinjskega jezera. V bližini muzeja kozolcev pri Šentrupertu na Dolenjskem pa na svoji originalni lokaciji stoji tudi Simončičev toplar, ki ima edini med kozolci status kulturnega spomenika državnega pomena.

## Vrste kozolcev
Poznamo več vrst kozolcev:
- enojni oz. stegnjeni kozolec
- pravi toplar
- toplar s hodnikom
- nizki toplar
- kozolec na kozla oz. psa oz. pero
- prislonjeni kozolec
- križno vezan kozolec

## Fotografije
- Zapuščen kozolec tik ob vasi Olševek
- Dvojni kozolec
- Kozolec v Zagradcu
- Enojni kozolec
- Toplar na Dobenem
- Toplar v Rogatcu
- Križno vezan kozolec v Slovenj Gradcu.